# Leon Kiernicki
Leon Kiernicki (ur. 19 marca 1885 w Tulińcach (obecnie na Ukrainie), zm. 12 września 1981) – polski lekarz, działacz społeczny, organizator lecznictwa w Łukowie i powiecie łukowskim. 

## Życiorys
Syn Feliksa i Felicji z Morawskich. Po ukończeniu gimnazjum klasycznego w Niemirowie rozpoczął studia na Wydziale Medycznym Uniwersytetu Kijowskiego; dyplom lekarski uzyskał w 1913. Po studiach odbył staż lekarski w Kijowie. W czasie I wojny światowej został wcielony do armii rosyjskiej i w randze kapitana pracował w szpitalach w Połtawie, Kozłowie, Moskwie i w Nachiczewanie. Od 1920 był lekarzem powiatowym w Łukowie, prowadził tam jednocześnie praktykę prywatną.
Podjął próbę poprawy zastanej sytuacji służby zdrowia w Łukowie. Skoncentrował się przede wszystkim na zwiększeniu dostępu do pomocy medycznej; w chwili podjęcia obowiązków w Łukowie był jednym z zaledwie sześciu lekarzy w powiecie. W działaniach Kiernickiego wsparli: sędzia Piesiewicz (prezes zarządu okręgowego PCK na Podlasiu) oraz tłumaczka i autorka książek o dawnej Warszawie Wojdel-Dmowska. Z ich pomocą Kiernicki w 1934 zorganizował pierwsze na świecie wiejskie ośrodki zdrowia – w Tuchowiczu, Trzebieszowie i Burcu. Inicjatywa spotkała się z dużym zainteresowaniem krajowym i międzynarodowym, ośrodki wizytowali przedstawiciele Ligi Narodów oraz delegacje z Anglii, Indii, Czechosłowacji, krajów Ameryki Południowej i Afryki. 

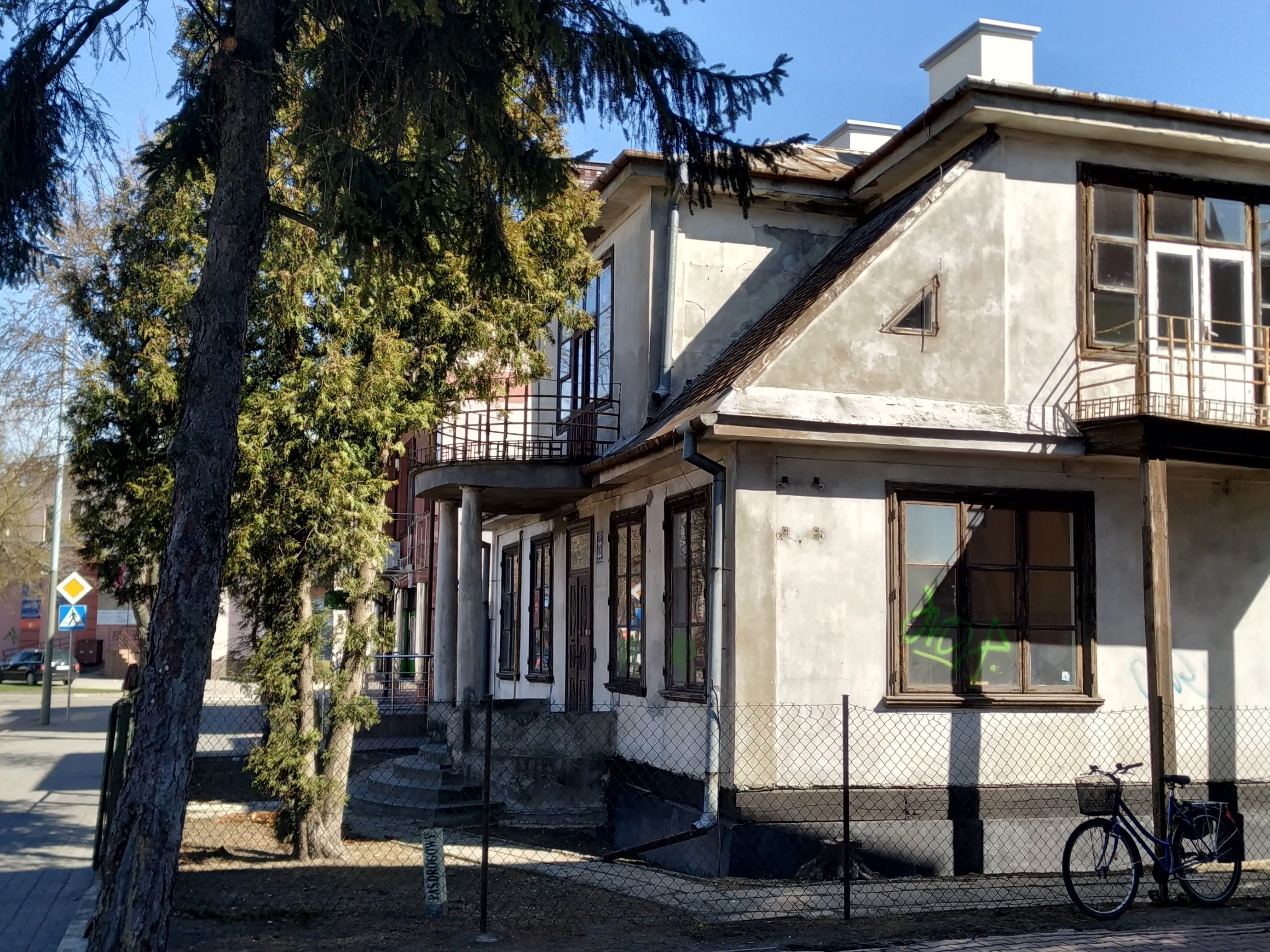
Dom przy ul. Piłsudskiego 22 w Łukowie, w którym mieszkali Leon i Maria Kierniccy

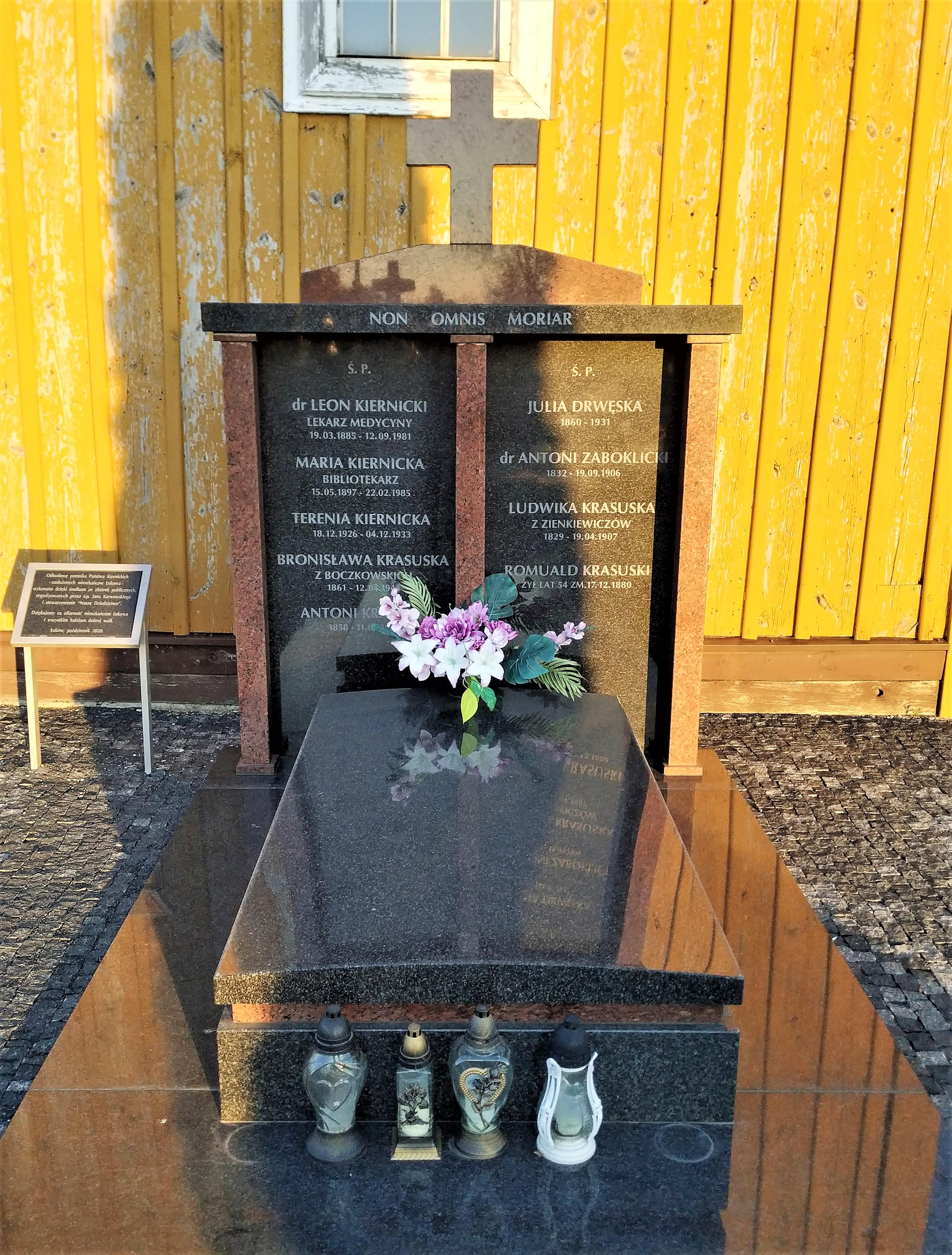
Grób rodziny Kiernickich na cmentarzu św. Rocha w Łukowie

Kiernicki pracował w szpitalu w Łukowie także po wybuchu II wojny światowej (do 1941). W latach 1941–1942 zorganizował dziesięć szpitalików w okresie epidemii tyfusu plamistego. Pomagał ofiarom bombardowań, leczył rannych partyzantów oraz mieszkańców getta żydowskiego. W latach okupacji ukrywał w swoim mieszkaniu czasowo ponad 20 Żydów, za co otrzymał list dziękczynny od Ogólnopolskiego Zjazdu Żydów Łukowskich w Dzierżoniowie. Po wyzwoleniu Łukowa w 1944 Kiernicki powrócił do pracy lekarza powiatowego i pracował nad odbudową lecznictwa otwartego. Dwukrotnie był aresztowany przez władze komunistyczne (1945, 1947) i więziony na zamku w Lublinie. W 1952 zainicjował powstanie pogotowia ratunkowego w Łukowie; przez pewien czas był kierownikiem pogotowia, prowadził także szkolenia sanitarne. Od 1953 pracował w łukowskiej Przychodni Rejonowej.
W 1963 obchodził jubileusz 50-lecia pracy zawodowej. Pozostawał aktywny zawodowo także w późnym wieku; w wieku 78 lat zrobił specjalizację w zakresie dermatologii. Zmarł w wieku 96 lat. Był żonaty (od 14 czerwca 1916) z Marią z Krasuskich.

## Upamiętnienie
Ulica Kiernickich w Łukowie została nazwana na cześć Leona i Marii Kiernickich.